# JProfiler
A JProfiler egy kereskedelmi licencű Java profiling eszköz, melyet az ej-technologies GmbH fejlesztett ki főként a Java EE és Java SE alkalmazások számára.

## Funkciók
- a JProfiler képes működni önálló alkalmazásként ill. Eclipse beépülő modulként egyaránt.
- a JProfiler támogatja a lokális profiling-ot (alkalmazások analízisét ugyanazon a gépen, mint ahol a JProfiler szoftver van és távoli profiling-ot (alkalmazások analízisét távoli gépeken).
- Lehetővé teszi mind a memória profil előállítását azaz memória használatot, a dinamikus lefoglalást és szivárgásokat,  mind a CPU profiling előállítását azaz szálak konfliktusait.
- Vizuális reprezentációt nyújt a virtuális gép terhelésével kapcsolatban azaz megmutatja az aktív és összes byte-okat, példányokat, szálakat, osztályok és a szemétgyűjtő aktivitását.

## Áttekintések
- Brown, Simon G.: JProfiler mini-review. Java.net. [2010. március 25-i dátummal az eredetiből archiválva]. (Hozzáférés: 2009. október 30.)
- Hart-Davis, Damon: A Note On the JProfiler Java Performance-tuning Tool: Review. Earth.org.uk. (Hozzáférés: 2012. március 16.)